# Ella Nelson
Ella Nelson, född 10 maj 1994, är en friidrottare från Australien. Hon deltog vid olympiska sommarspelen 2016.